# Finanzanalyse
Die Finanzanalyse ist im Finanzwesen das Arbeitsergebnis der Tätigkeit eines Finanzanalysten oder eine Funktion, wobei sie eine Analyse der Finanzen und der Finanzierung zum Inhalt hat.

## Allgemeines
Finanzanalysen werden meist schriftlich verfasst und betreffen insbesondere die Bilanzanalyse von Wirtschaftssubjekten wie Unternehmen, Fonds, Staaten und deren Untergliederungen (Bilanz, Gewinn- und Verlustrechnung, Staatshaushalt, Due-Diligence-Prüfung, SWOT-Analyse, kommunale Jahresabschlussanalyse) oder Privathaushalten (Einnahmen-Ausgaben-Rechnung, private Liquiditätsrechnung), die Analyse von Wirtschaftszweigen (Branchenstrukturanalyse), Marktanalysen (Marktdaten von Gütermarkt oder Finanzmärkten: Geld-, Devisen- und Kapitalmarkt), Konkurrenzanalysen, Wettbewerbsanalysen oder die Analyse von Finanzinstrumenten (Wertpapieranalyse und hier speziell die Aktienanalyse).
Finanzanalysen unterscheiden sich im Hinblick auf ihr Analyseziel danach, ob sie vom Finanzanalysten für interne Zwecke seines Arbeitgebers (etwa die Kreditwürdigkeitsprüfung bei Kreditinstituten oder die Analyse des Sicherungsvermögens bei Versicherern) oder für Kunden oder die Öffentlichkeit (etwa Analysen der Ratingagenturen) bestimmt sind. Auch Finanzjournalisten (z. B. in Börsenbriefen) und individuelle Investoren erstellen Finanzanalysen.

## Rechtsfragen
Finanzanalyse ist gemäß § 2 Abs. 3a WpHG eine Wertpapiernebendienstleistung. Personen, die im Rahmen ihrer Berufs- oder Geschäftstätigkeit eine Information über Finanzinstrumente oder deren Emittenten erstellen, die direkt oder indirekt eine Empfehlung für eine bestimmte Anlageentscheidung enthält und einem unbestimmten Personenkreis zugänglich gemacht werden soll, sind zu der erforderlichen Sachkenntnis, Sorgfalt und Gewissenhaftigkeit verpflichtet (§ 34b Abs. 1 WpHG).
Diese Legaldefinition stammt aus Art. 3 Abs. 1 Nummer 34 der Marktmissbrauchsverordnung, die in allen EU-Mitgliedstaaten gilt. Danach handelt es sich um „Personen, die im Rahmen ihrer Berufs- oder Geschäftstätigkeit eine Information über Finanzinstrumente oder deren Emittenten erstellen, die direkt oder indirekt eine Empfehlung für eine bestimmte Anlageentscheidung enthält und einem unbestimmten Personenkreis zugänglich gemacht werden soll“.
Die im Januar 2018 aufgehobene Finanzanalyseverordnung (FinAnV) schrieb in § 1 FinAnV die sachgerechte Erstellung und Darbietung von Finanzanalysen nach § 85 Abs. 1 Satz 2 WpHG vor, wobei gemäß § 2 FinAnV die Namen der Ersteller, die Bezeichnung ihrer Berufe, in deren Ausübung sie die Finanzanalyse erstellen, und die Bezeichnung des für die Erstellung verantwortlichen Unternehmens bei der Darbietung einer Finanzanalyse anzugeben waren. In der Finanzanalyse waren nach § 3 FinAnV Angaben über Tatsachen, Angaben über Werturteile Dritter, insbesondere Interpretationen oder Schätzungen und eigene Werturteile, insbesondere Hochrechnungen, Vorhersagen und Kursziele sorgfältig voneinander zu unterscheiden und kenntlich zu machen. In der Finanzanalyse waren gemäß § 4 Abs. 2 FinAnV alle wesentlichen Informationsquellen, insbesondere die betroffenen Emittenten, zu nennen. Es war schließlich anzugeben, ob die Finanzanalysen vor deren Weitergabe oder Veröffentlichung dem Emittenten zugänglich gemacht und danach geändert wurden.

## Inhalt
Finanzanalysen beinhalten die systematische Aufbereitung und die Kommunikation von Informationen über die finanzielle Situation von Wirtschaftssubjekten, Branchen und Märkten. Sie machen Aussagen über Finanzrisiken, enthalten Prognosen und Bewertungen (Ratings). Die Finanzanalyse bedient sich methodisch der Chartanalyse, technischen Analyse, Fundamentalanalyse und Marktzustandsanalyse:
- Die Chartanalyse befasst sich mit dem Kursverlauf von Wertpapieren, Börsenindizes usw. und versucht, aus Mustern im vergangenen Kursverlauf Rückschlüsse auf dessen weitere Entwicklung zu ziehen.
- Die technische Analyse versucht aus der Kurs- und Umsatzhistorie des Basiswerts günstige Kauf- bzw. Verkaufzeitpunkte zu ermitteln, und damit die Kursentwicklung – oder zumindest deren Eintrittswahrscheinlichkeit – vorherzusagen.
- Die Fundamentalanalyse befasst sich mit den betriebswirtschaftlichen Daten eines Unternehmens und mit dessen ökonomischem Umfeld. Sie versucht, daraus einen „fairen“ oder „inneren Wert“ des Unternehmens und ggf. von dessen Aktien zu berechnen und geht davon aus, dass sich die Aktien aufgrund einer (nicht vollkommenen, aber doch vorhandenen) Markteffizienz früher oder später diesem fairen Wert annähern. Es handelt sich also um eine Form der Unternehmensbewertung.
- Die Sentimentanalyse berücksichtigt die Stimmungen von Marktteilnehmern und versucht daraus, die Entwicklung von Börsenkursen abzuleiten (Zeitreihenanalyse mit Trendextrapolation und exponentieller Glättung).

Finanzanalysen liefern selten präzise Ergebnisse. Häufig wird eine Kombination von zwei oder sogar allen drei Analyseformen angewandt, um zu einem zuverlässigeren Resultat zu gelangen.
Das Research erarbeitet makroökonomische Analysen, die Anlageberatung übernimmt die Analyse von Finanzprodukten, Portfoliomanagement und Vermögensverwaltung analysieren Portfolien (Kreditportfolio, Wertpapierportfolio).
Die Finanzanalyse ist in drei Abschnitte gegliedert, und zwar in die Retrospektive (Zusammenstellung der Daten aus der Vergangenheit), Analyse der Zusammenhänge und Prognose. Von Bedeutung ist die Auswahl der Quellen, bei denen Primärquellen den Vorrang haben, weil sie beispielsweise unmittelbare Informationen aus dem zu analysierenden Unternehmen darstellen (Geschäftsberichte), während als Sekundärquellen andere Finanzanalysen verarbeitet werden, die Primärquellen verwandt haben.

## Arten
Unterschieden werden kann je nach Zweck die
- Gewinnschwellenanalyse (Break-even-Analyse),
- Kreditwürdigkeitsprüfung,
- Wertpapieranalyse und
- Unternehmenswertanalyse.

Während die Gewinnschwellenanalyse untersucht, welche Ausbringungsmenge ein Unternehmen benötigt, um Gewinne zu erwirtschaften, befasst sich die Unternehmenswertanalyse mit der Unternehmensbewertung.

## Ergebnisse der Wertpapieranalyse
Es gibt ausgebildete Finanzanalysten, die umfangreiche Unternehmensstudien erstellen und im Verlauf dessen meist ein Kursziel errechnen und eine Empfehlung wie zum Beispiel „Kaufen“, „Akkumulieren“ oder „Verkaufen“ aussprechen. Zur Erfolgskontrolle kann eine Performancemessung dienen, die den vorhergesagten mit dem tatsächlich eintretenden Kursverlauf vergleicht.
Das Ergebnis der Analyse ist oft eine Handlungsempfehlung. Der Analyst ordnet das untersuchte Wertpapier beziehungsweise den untersuchten Markt in Kategorien ein. Üblich sind die Empfehlungen:
- Kaufen (englisch Buy),
- Halten (englisch Hold),
- Verkaufen (englisch Sell).

Während Kaufen und Verkaufen selbsterklärend sind, ist die Empfehlung „Halten“ interpretationsbedürftig. Üblicherweise bedeutet „Halten“, dass die erwarteten Kursänderungen unter Berücksichtigung der Transaktionskosten keine klare Empfehlung erlauben. Besitzt der Anleger das Papier bereits, lohnt sich ein Tausch in ein mit „Kaufen“ beurteiltes Papier nicht. Besitzt er es nicht, so sollte er vorzugsweise ein mit „Kaufen“ beurteiltes Papier erwerben.
Manche Analysten differenzieren stärker und heben besonders empfehlenswerte (risikoreiche) Aktien mit dem Attribut „strong“ (deutsch stark, deutlich) hervor. Eine weitere Differenzierung kann das Wort „Akkumulieren“ bzw. „Abbauen“ bedeuten:
- Klarer Kauf (englisch Strong Buy)
- Kaufen (englisch Buy),
- Akkumulieren (englisch Accumulate),
- Halten (englisch Hold),
- Abbauen (englisch Reduce),
- Verkaufen (englisch Sell),
- Klarer Verkauf (englisch Strong Sell).

Ist die Empfehlung nicht anders gekennzeichnet, so ist es eine absolute (das heißt von der Marktentwicklung unabhängige) Empfehlung. Teilweise setzen Analysten die Marktentwicklung jedoch als gegeben voraus und bewerten Papiere relativ zum Markt. Die Urteile lauten dann:
- englisch outperformer → besser als der Markt,
- englisch market performer → dem Markt entsprechend,
- englisch underperformer → schlechter als der Markt.

Eine solche Bewertung setzt die Angabe eines Index als Benchmark voraus.
Weiterhin kann eine Empfehlung auf das Gewicht der einzelnen Anlage im Portfolio bezogen sein. So empfiehlt der Analyst, Wertpapiere gemäß der eigenen Risikobereitschaft zu
- übergewichten (englisch overweight), wenn die Wertpapiere gute Wertsteigerungschancen haben,
- Untergewichten (englisch underweight), wenn die Papiere schlechte Wertsteigerungschancen haben.

Meist wird die Empfehlung des Analysten nach Anlagedauer und Risikobereitschaft differenziert. So kann zum Beispiel ein Analyst empfehlen:
- Kurzfristig: Halten,
- Langfristig: Verkaufen.

Er erwartet somit eine langfristige Wertminderung.